# Gouvernement Mohamed Muizzu
Solih 
Le gouvernement Mohamed Muizzu est le gouvernement des Maldives depuis le 17 novembre 2023.

## Historique
Ibrahim Solih est candidat à un second mandat lors de l'élection présidentielle de 2023. Devancé au premier tour par Mohamed Muizzu, il est battu au second tour le 30 septembre par ce dernier qui l'emporte avec 54,04 % des voix.
Il forme le gouvernement suivant,,.

## Composition
| Portefeuille                                                       | Titulaire | Titulaire               | Parti   |
| ------------------------------------------------------------------ | --------- | ----------------------- | ------- |
| Président de la République                                         |           | Mohamed Muizzu          | PNC     |
| Vice-président de la République                                    |           | Hussain Mohamed Latheef | PNC     |
| Ministres                                                          |           |                         |         |
| Ministre des Affaires étrangères                                   |           | Moosa Zameer            | PPM/PNC |
| Ministre de la Défense                                             |           | Ghassan Maumoon         | PPM/PNC |
| Ministre des Finances                                              |           | Mohamed Shafeeq         | PPM/PNC |
| Ministre du Logement                                               |           | Ali Haider              | Ind     |
| Ministre de la Construction et des Infrastructures                 |           | Abdulla Muthalib        | Ind     |
| Ministre de l'Enseignement supérieur                               |           | Mariyam Mariya          | Ind     |
| Ministre de la Patrie, de la Sécurité et de la Technologie         |           | Ali Ihusan              | Ind     |
| Ministre de la Santé                                               |           | Abdulla Khaleel         | PPM/PNC |
| Ministre de l'Éducation                                            |           | Ismail Shafeeu          | Ind     |
| Ministre du Transport et de l'Aviation civile                      |           | Mohamed Ameen           | PPM/PNC |
| Ministre des Arts, de la Jeunesse et du Pouvoir de la jeunesse     |           | Ibrahim Waheed          | MTD     |
| Ministre du Tourisme                                               |           | Ibrahim Faisal          | PNC     |
| Ministre du Développement économique                               |           | Mohamed Saeed           | PNC     |
| Ministre des Villes, du Développement local et des Travaux publics |           | Adam Shareef Umar       | PNC     |
| Ministre de la Pêche et des Ressources marines                     |           | Ahmed Shiyam            | PPM/PNC |
| Ministre des Affaires islamiques                                   |           | Mohamed Shaheem         | PPM/PNC |
| Ministre des Sports                                                |           | Abdulla Rafiu           | Ind     |
| Ministre de la Culture                                             |           | Adam Naseer Ibrahim     | Ind     |
| Ministre de l'Agriculture                                          |           | Aishath Rameela         | PPM/PNC |
| Ministre du Genre, de la Famille et des Services sociaux           |           | Aishath Shiham          | PPM/PNC |
| Ministre de l'Environnement                                        |           | Ibrahim Toriq           | PPM/PNC |
| Procureur général                                                  |           | Ahmed Usham             | MNP     |